# Sarah Wescot-Williams
Sarah Wescot-Williams, née le 8 avril 1956 à Saint-Martin (Antilles françaises), est une femme d'État néerlandaise originaire de Saint-Martin (royaume des Pays-Bas). Elle est Première ministre de cet État autonome de 2010 à 2014.

## Biographie
Diplômée de l'université La Salle en Pennsylvanie, Sarah Wescot-Williams devient directrice des finances de Saint-Martin, puis membre en 1991 du Conseil exécutif de l'île, faisant alors partie de la fédération des Antilles néerlandaises. Leader du Parti démocrate depuis 1994, elle est chef du gouvernement local de l'île de 1999 à 2009, avant d'être choisie comme première Première ministre du nouvel État autonome de Saint-Martin le 10 octobre 2010. Elle est reconduite successivement les 21 mai 2012 et 24 mai 2013. Le 10 octobre 2014, elle est élue présidente du Parlement de Saint-Martin, mais démissionne le 13 novembre suivant. Elle est remplacée au poste de Premier ministre par Marcel Gumbs le 19 décembre.
Elle est veuve de Louis Wescot, décédé en 2006.